# 2014年苏格兰独立公投
2014年蘇格蘭獨立公投是蘇格蘭政府於2014年9月18日舉行的一場公民投票，目的是讓蘇格蘭選民決定是否從大不列顛及北愛爾蘭聯合王國獨立。法案於2013年3月21日被提出，于同年11月14日在蘇格蘭議會通過，於同年12月17日獲得御准。公投中的問題由選舉委員會提出，題目為：“蘇格蘭是否應該成為一個獨立的國家？”（Should Scotland be an independent country？），而選民只能夠回答「是」或者「不是」。所有年逾16歲的蘇格蘭居民都可以參與投票，參與人數共逾400万。公投於當地時間（歐洲西部夏令時間，UTC+1）9月18日上午7點開始，至同日晚上10點結束，公投結果於翌日早晨對外公佈，其結果為55%反對獨立、45%支持獨立。根據此結果，蘇格蘭留在聯合王國內。

## 背景

### 苏格兰和英国的形成
蘇格蘭王國在公元843年完成統一後，曾是一個獨立國家。長期受到英格蘭君主的壓制，英格蘭時常扶植蘇格蘭的君主，以控制蘇格蘭。1296年英格蘭國王愛德華一世幾乎完全佔領蘇格蘭，持續的抵抗運動使得1314年班諾克本之戰後蘇格蘭重獲實際獨立，於1328年與英格蘭簽署的愛丁堡-北安普頓協議中獲得承認。
英格兰的伊麗莎白一世一生未婚，歿後無嗣，1603年3月25日，苏格兰的詹姆斯六世進入英格兰繼承大統，是為詹姆士一世的时候，这两个君主制的国家缔结成为共主联邦“王冠联盟”。1653年，奥利弗·克伦威尔自命护国公时，将这两国家统一为一个政府。1660年重新确立的君主制瓦解了统一政府，1707年，苏格兰和英格兰正式合并为聯合王國。苏格兰在合并后的几十年一直繁荣昌盛且始终臣服于大不列颠。绝大多数的苏格兰人在18世纪后期都反对美国独立，之後才逐漸承認美國獨立。1801年，大不列颠合併了爱尔兰王国，形成了今日的英国，1922年，除了北愛爾蘭六郡以外，大部分的爱尔兰脱离了英國，独立为爱尔兰共和国。

### 權力下放
從上世紀20年代開始，工黨便致力于让蘇格蘭獨立。不过该党的此议程在随后的几年减弱。苏格兰民族党（SNP）成立于1934年，但该党并未在选举中获得显著成功，直到上世纪的60年代。一个要求地方自治的文件——苏格兰盟约，由200万人在上世纪40年代末签署。地方自治（现被称为权力下放）的提议并未成为现实，这情况一直持续到上世纪70年代末。当时，吉姆·卡拉汉的工党政府受到来自SNP的选举压力。
一项关于建立一个权力下放的苏格兰议会的建议付诸公投于1979年，但是这并未产生任何的变化。极为微弱的多数票赞成改变，但这立法却不通过，因为有一项条款要求该投票票数是必须超过总选民人数的40％。此后，并没有进一步的宪政改革建议，直到工党重新执政，并在1997年举行了第二次苏格兰下放公投时，多数人都支持让苏格兰议会成为一个既是权力下放而不必改变所得税之基本税率的权力议会。1998年的法案建立了新一届苏格兰议会，于1999年5月6日首次选举，苏格兰的立法权作为保留及列外事项未被提上日程。

### 2007年民族党执政期间

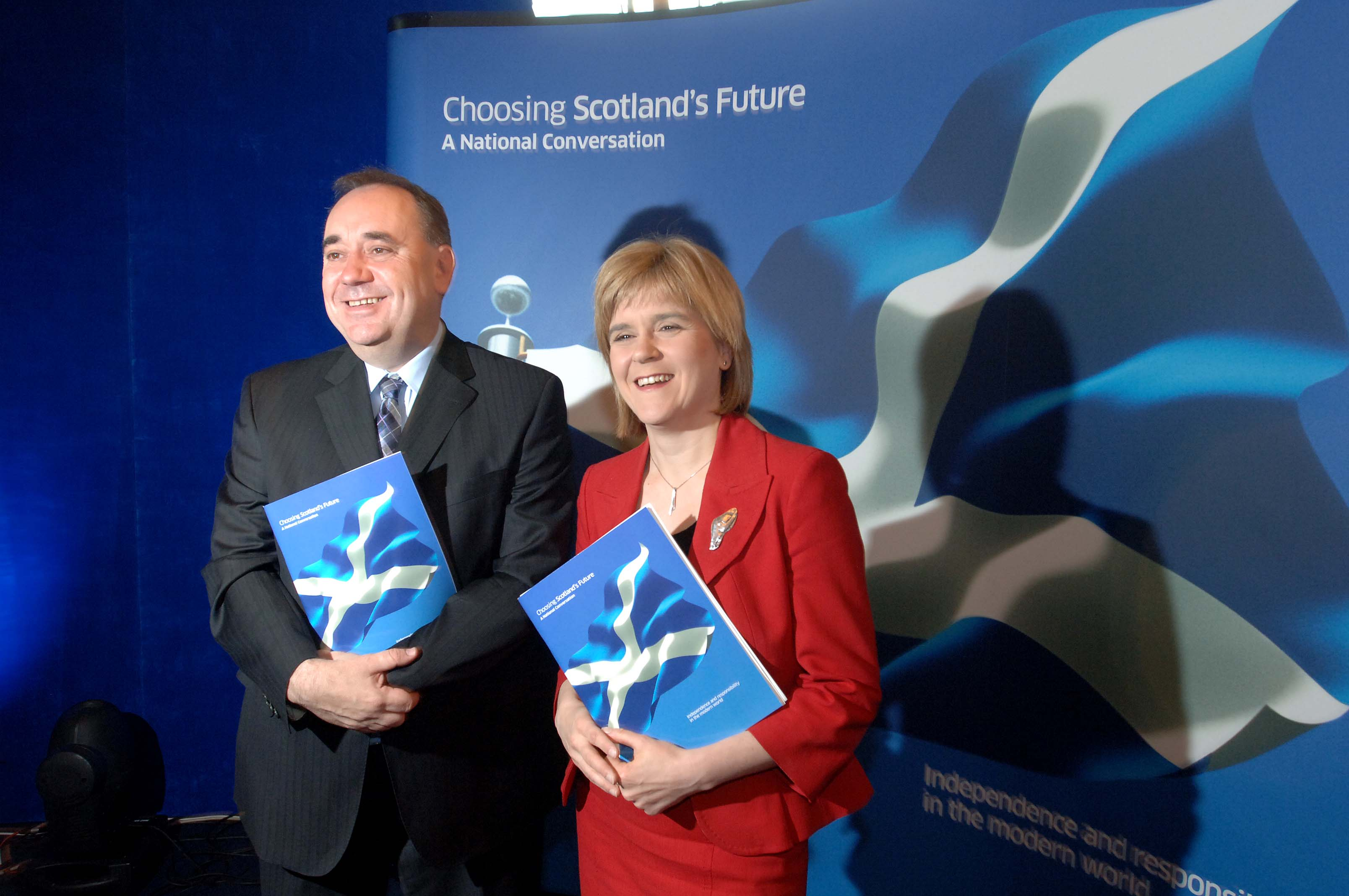
苏格兰首席部长，薩蒙德

主張蘇格蘭獨立的蘇格蘭民族黨在2007年蘇格蘭選舉中獲得蘇格蘭議會較多議席，以一席之差擊敗執政多年的工黨，並組成少數派政府。
2007年8月，SNP推行“全国对话”意见调查，就《苏格兰公投法》草案面向公众资讯。此后，2009年11月30日，公投法草案白皮书发布。它详述四种可能的情况，草案文本随后发布。文本没有更改，仍按照《卡尔曼审查法》下放权力，完全独立后进一步下放权力。2010年2月25日。苏政府公布的法案草案版本并展开公众咨询。《苏格兰的未来：苏格兰全民公投条例》草案的咨询文件包含草案。咨询文件列出选票建议，拟定公投机制，初定公投监管手段。公众被邀请答复。
蘇格蘭政府在2009年11月30日發布了一本此法案的白皮書，提出不變到完全獨立的四個選項。2010年2月25日發布了徵求意見稿，提出公投，設兩是非題，分別關於更多權力下放和完全獨立。由於民族黨沒有得到其他黨派的支持，只能放棄此項提議。

### 2011年民族党执政期间
SNP在2011年苏格兰议会选举中发布的竞选纲领中重申将举行苏格兰独立公投的立场。在议会选举前夕，苏格兰首席部长薩蒙德表示，苏格兰独立的进程将在本届议会的下半议程中推动，希望在此之前能够借助《苏格兰法案》为苏格兰议会争取更多的权力。SNP最终在2011年蘇格蘭選舉中勝出，取得129席中的69席，組成多數政府。
2012年1月，经过英国政府授权，苏格兰议会获得举行“公平、合法、准确”公投的权力，并制定“公投备忘录”，规定相关选举人资质以及选举机构。由于选举日期等具体细节由英国政府制定，萨尔蒙德表示希望能够在2014年的秋天举行公投的意愿。双方就此展开多轮磋商直至2012年10月。
2012年10月15日，英國首相戴維·卡梅倫和苏格兰首席部长亞歷克斯·薩爾蒙德為提供此次公投的法律框架簽訂了《愛丁堡協定》。公投的關鍵問題包括：經濟政策、國防協定、未來與英國關係和在多國組織（尤其是歐盟）中的位置問題。民族黨表明獨立後蘇格蘭不會留在北約，這意味英國的核武裝置可能要移走。
2013年6月27日，《苏格兰独立公投法案》在苏格兰议会通过，并在同年8月7日获得女王签署。同年11月15日，苏格兰政府发布一份长达670页的白皮书，阐述了苏格兰从联合王国的一部分成为独立国家的具体细节和方式。

## 管理层

### 时间
2013年3月21日，苏政府宣布2014年9月18日举办公投。有媒体指出，2014年时值班诺克本之战700周年，苏格兰也将举办2014年英联邦运动会和2014年莱德杯。萨尔蒙德认为，这些事件的出现为2014年的公投带来良好契机。

### 选民资格
按照2010年《选举法案》，下列人士具备投票资格：
- 苏格兰的英国公民
- 住在苏格兰的其他52个英联邦国家的公民
- 住在苏格兰其他27个欧盟国家的公民
- 苏格兰上议院议员
- 在英国或海外的皇家军队，或女王陛下政府的成员

已定罪的囚犯不能投票。欧洲人权法院裁定该限制非法，但苏格兰大法官格伦尼表示，法院的判决仅适用于议会选举。反对该限制的诉讼被爱丁堡法院和英国最高法院驳回。
SNP政策降低苏格兰所有选举的投票年龄，因此公投的一般选民年龄从18岁降至16岁 。这一举措受到工党、自由民主党和苏格兰绿党的支持。
2012年1月，苏格兰议会工党议员伊莱恩·穆雷在辩论中，主张将投票专利，扩展至海外苏格兰人，包括约80万住在英国其他地区的公民，但遭到苏政府反对，认为会大大增加公投的复杂性，并指出联合国人权委员会的证据表明“若专利权不在本土，其他国家可能会质疑公投的合法性。”
男爵夫人西蒙斯在上议院表示，公投影响到整个国家，英国其他地区应被允许参与。这种说法被英政府拒绝，苏格兰总法律顾问华莱士勋爵表示，“该不该离开英国是苏格兰的事”，并指出自1973年来，11次公投中仅有两次覆盖全英。约翰·柯蒂斯教授也认为，1973年北爱尔兰主权为只允许住在英国其他地区的公民投票创造先例。

## 公投

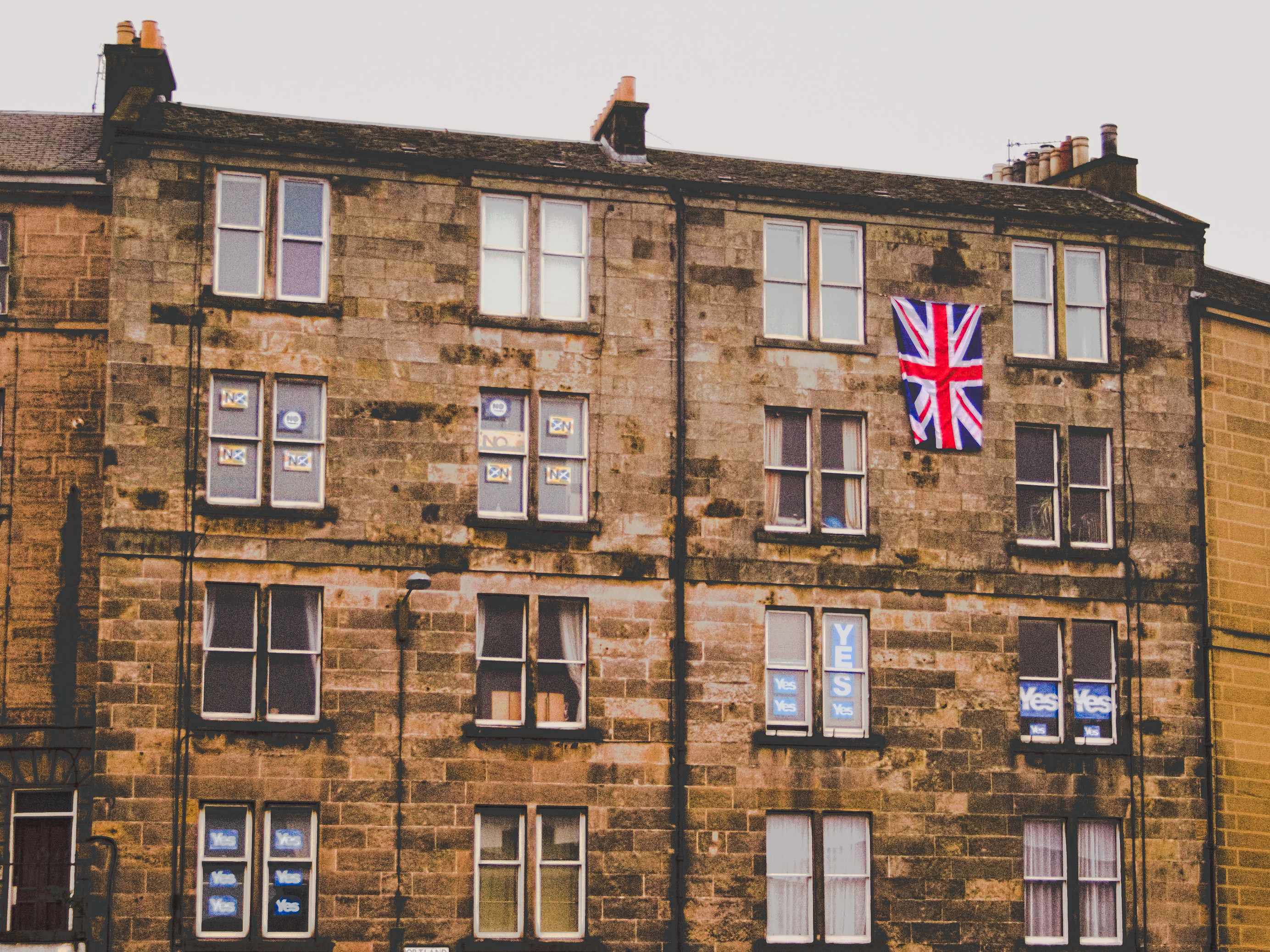
愛丁堡公寓上独立支持与反对者的宣传招贴

### 管理
《苏格兰独立公投法》确定选举管理委员会召集人，担任公投首席点票员。首席点票员玛丽·皮蔡斯里由苏格兰32个地方行政长官点票员选出。每位点票员配备公投团队，其中包括：
- 选举登记办事处，负责编制及维护选民登记资料及邮电和代理投票人名单[34]。
- 投票办公室（每个投票站均设有），负责投票站的整体管理[34]。
- 投票办事员，协助所属投票站的主任[34]。
- 投票站督察（可选），负责当地投票站的巡逻（含特殊票站）[34]。

### 地点和时间
投票站于当天英国夏令时7点至22开放，涵盖学校、教堂大厅、图书馆和社区中心，选民需排队投票。

### 点票
点票于公投结束后进行。32个地方政府的选票将被分别计算并公布。结果于9月19日凌晨公布，从克拉克曼南开始，止于高地。

## 問題

### 農业
2013年，作为欧盟成员国的一部分，苏格兰农民接收到了来自《共同农业政策》的5.83亿英镑的补贴款。 
年度的补贴款被分拨给了英国，然后由英国决定如何将它们分给包括苏格兰在内的行政区。
但是在这个协定中，苏格兰的农民获得的平均补贴较少，原因是他们生活在多山的地区。 因此，支持独立的人们声称一个独立的苏格兰会得到更多的农业补助。它们将直接领取来自欧盟的补贴而不再经过英国政府。而不支持独立的人认为，如果苏格兰独立，他们所能获得的补贴甚至还不如现在，因为单独一个苏格兰肯定不如现在的英国更有影响力，因此无法和欧盟进行有效的谈判。他们也怀疑如果苏格兰独立，是否就能立刻从欧盟拿到这些农业补贴。

### 邊境管制和移民
英国选择性退出欧盟的某些政策，其中一项是退出申根区，除属英国共同旅游区（CTA）的爱尔兰外，有检查其他欧盟国家旅客护照的权利。苏格兰政府建议独立后留在申根区外，加入CTA，确保英蘇边境不会有护照管制。尼古拉·施特强表示，独立的苏格兰将就跟英国有一样相同的签证安排，同欧盟谈判。2014年5月，劳工党国会议员大卫·马丁告诉《星期日先驱报》，他认为欧盟“不会强制苏格兰加入申根区”。
苏格兰事務大臣阿利斯泰尔·卡迈克尔2014年1月表示，苏格兰留在CTA有重大意义，必须采取类似于英国其他地区的移民政策，这一立场在2014年3月得到内政大臣特雷莎·梅的支持，她表示若苏格兰采取宽松的移民政策，护照检查应被引入。南诺福克保守党国会议员理查德·培根称实施边境管制没有道理。

### 儿童照護
在白皮书《苏格兰的未来》里，苏格兰政府准备在独立以后加大儿童保育和托管的力度。
书中说这项政策会花费大约7亿英镑，但是这个数字会被大量回归工作的妇女所带来的所得税填补。苏格兰的工会领袖约翰纳·拉蒙特认为，如果苏格兰政府认为这项措施会带来正面的效益，那么它就应该尽快实施。然而苏格兰政府里也有不同的声音，他们认为这项措施所带来的花费必须要由减少其它公共开支来抵消。在2014年3月，苏格兰的托儿所协会认为这项措施还是不要实施的为好，除非这些花费能真的被授权给各个社区的托儿所。

### 身份和公民权
苏格兰政府希望在独立后，所有在苏格兰出生的人会自动成为苏格兰公民，无论其是否现居苏格兰。而非苏格兰出身、但现居苏格兰的英国人也将自动成为苏格兰公民。而自动成为苏格兰公民者若持有其他国家国籍，则有权选择退出苏格兰国籍。 苏格兰政府还计划允许父母或祖父母为苏格兰的外国人申请成为苏格兰公民。而居住在苏格兰，或曾经在苏格兰居住超过10年的外国人也能够申请成为苏格兰公民。英国内政大臣特雷莎·梅表示，关于苏格兰公民是否能够继续拥有英国国籍将受到苏格兰独立后之政策之影响 英国政府在2014年1月的一份分析报告表示，未来苏格兰公民有可能能够持有苏格兰和英国双重国籍。

### 防衛

#### 財政預算案
SNP表示，2002年至2012年间苏格兰的国防投入不足，“至少有74亿英镑”，独立能使苏政府纠正这种不平衡。苏政府在白皮书中，计划独立后不晚于2026年苏格兰陆海空军常规军人人数将达到15000人，同时还有5000人规模的预备役。SNP在2013年7月表示，独立后的苏格兰计划保持每年25亿英镑的国防预算。英国国会下议院国防委员会表示，对于苏格兰，25亿英镑的国防预算过低。英国国际安全战略大臣（Minister for International Security Strategy）安德鲁·穆里森同意此观点，表示SNP以为能够简单的从现有英国军队单位以“腊肠切片”的方式创建出一支独立军队是“相当可笑的”。
下议院国防委员会还表示，苏格兰独立会对其产业造成负面影响，而英政府不愿委托外国建造战舰。BAE系统公司26型全球战舰计划主任杰夫·塞尔2014年6月表示，公司没有造船替代方案，但BAE主席随后改口称，一旦苏格兰独立，将恢复英国城市朴茨茅斯的生产线。
2012年，英国皇家联合服务研究所表示，独立的苏格兰可以设置国防军，规模和实力与丹麦、挪威和爱尔兰等欧洲小国有一比，年度开支为18亿英镑。他们承认苏格兰独立后，在情报收集、网络战和防御网络上需要英国其他地区作出安排，由于订单减少，未来购买和维护部队装备的成本可能会提高，早期的征兵和培训可能存在问题。
爱尔兰陆军前上校多尔查·李表示，苏格兰可英军留下的资源，参考爱尔兰组建自卫队，从而避开军队。

#### 核武器

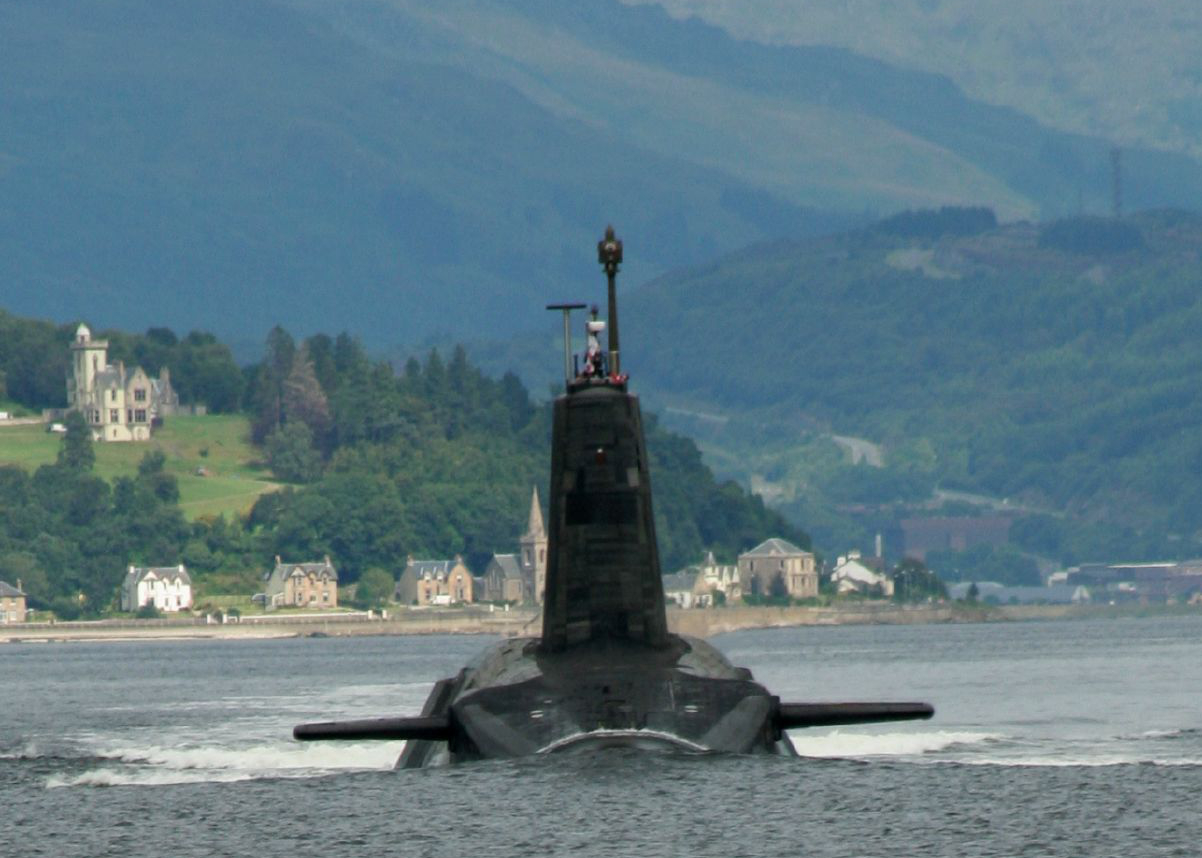
一艘装载三叉戟导弹的前卫级弹道导弹潜艇离开克莱德湾海军基地

位于苏格兰西南的克莱德湾的Coulport武器库（RNAD Coulport）和法斯兰港是英国三叉戟导弹系统基地。SNP反对在苏格兰领土上保留核武器，而英国军方表示没有合适的位置供导弹系统搬迁。 2014年4月，英国军方幾位高层联署了一份声明，表示将三叉戟强制迁出苏格兰海域，会将英国的核威慑力量置于危险境地。苏格兰核裁军运动的报告《无处可去》指出，迁走三叉戟将迫使英国因武器没有可行的备用基地而单方面核裁军。英国皇家联合服务研究所的一份报告指出，搬走三叉戟将“非常困难，但并非没有可能”，预计需时约10年，耗费3000亿英镑额外费用。
卡内基国际和平基金会举办的一场研讨会表示，英国皇家海军不得不考虑一系列的备用方案，其中包括解除武装。2013年，苏格兰学院的一份智囊团报告提出，今后苏政府可说服英国其他地区租赁Faslane核基地，从而保持良好的外交关系，加快北约谈判。
另一种说法是，三叉戟的搬迁会开启海上入侵，就像俄罗斯等有军事冒险主义历史的国家。两名俄罗斯大使在遭泄的记录中，提到假设性的入侵。

#### 北約會員國成員
2012年，SNP放弃原则上反对北约成员国的长期政策。苏格兰议会议员约翰·芬尼和基恩·厄克特因SNP政策变动而辞职。苏格兰绿党和苏格兰社会党仍反对北约成员国。
按SNP的看法，三叉戟核武器应移出苏格兰，交给北约成员国。这一做法被苏格兰自由民主党领袖威利·雷尼，以及苏格兰绿党共同召集人帕特里克·哈维批评。亚历克斯·萨尔蒙德表示，保持反核立场加入北约“完全可行”，苏格兰符合“不会持有核武器”地加入北约的协议，北约将继续尊重会员国权利，仅参与联合国制裁行动。2013年，英国皇家联合服务研究所的马尔科姆·查莫斯教授表示，SNP的实用主义者承认，北约成员国很可能会涉及长期筑底交易，让英国在克莱德持有三叉戟。
北约前秘书长、苏格兰工党人罗伯逊勋爵2013年表示，“不管SNP接受北约的核武器中心角色，或是反对北约的核武角色，都是为确保苏格兰独立后能持有世界最成功的防御体系。理查德·许勒夫上将指责SNP的防御提案，质疑北约其他成员国能否接受苏格兰拒绝核威慑的原则。前英国驻北约永久代表马里奥特·莱斯利对此表示异议，称北约不希望排除苏格兰来破坏自己的安排。

#### 情报机构
英国政府的一份安全文件表示，苏格兰警察将失去英国情报机构的支持，包括军情五处、政府通讯总部和秘密情报局。 文件还表示，独立的苏格兰需要自己建立情报机构。 特里萨·梅表示，独立后的苏格兰不但面临的威胁不会减少，反而面临安全系统能力不足的局面。2013年，前斯特拉斯克莱德警方情报负责人和苏格兰反恐协调员艾伦·博内特表示，苏格兰独立后面临的威胁很少，情报部门的创建将很容易，盟友还是盟友。格拉斯哥大学安全教授彼得·杰克逊则认为，苏格兰可设立等同于军情五处的特工处是“合适的核心”，但苏格兰可能放弃创建军情六处的等价物，而不像加拿大或北欧国家“依赖情报汇总及外交开放消息”。前军情六处军官、工党人拉姆齐男爵认为苏格兰政府对待情报似乎“非常天真”，“并非他们所想的那样简单”。尼古拉·斯特金表示，苏格兰将创建类似军情五处的安全机构，协助警方工作，共同对付恐怖势力、网络攻击和有组织的严重犯罪。她还表示保留设立外部情报机构的选项。

### 民主
政府和独立派人士纷纷表示，苏格兰存在民主逆差，皆因英国是没有成文宪法的单一制国家。SNP批评非民选的上议院“侮辱民主”。“民主逆差”这一标签常指1979年和1997年的英国大选，当时工党占据多数苏格兰席位，其他的则是统治整个英国的保守党。2013年9月，亚历克斯·萨尔蒙德表示，议席分配缺乏民主，“在苏格兰生活和工作的人，最容易为苏格兰做出正确的选择。”2012年1月，帕特里克·哈维称：“绿党对苏格兰有更为激进的民主愿景，在更大的社区层面里讨论和决策。”
2014年4月，孟西斯·坎贝尔表示，任何的民主逆差涉及到下放权力的苏格兰议会：“苏格兰人有着超出我们的规模和合理预期的影响，”属英国政府和更广泛的政治体系。保守党国会议员Daniel Kawczynski2009年表示，不对称的地方权力下放，造成英国民主逆差，俗称西洛锡安问题，指英国国会议员不能就权力下放至苏格兰的事务投票，而苏格兰国会议员可以投票的异常现象。他指出，苏格兰的议会选区平均规模比英国大。
竞选期间，英国三大主要政党将就权力下放至苏格兰议员进行电视辩论，提供建议。亚历克斯·萨尔蒙德和阿利斯泰尔·达琳辩论当天的上午，最好在一起党发表一份由三大政党领袖共同签署的联合声明，承诺增加苏格兰国内税收和社会保障体系方面的权利。保守党的伦敦市长鲍里斯·约翰逊反对赋予苏格兰议会更大的财政权力。在第二次电视辩论中，萨尔蒙德质问达林有助于苏格兰创造更多就业机会的额外指定权利，被投反对票是理所当然的。造访苏格兰一周后，卡梅伦承诺更多权力会尽快下放。

### 經濟
在全民公決中的一個主要問題是經濟問題。英國財政部在2013年5月20日發布了一份報告稱，蘇格蘭銀行系統會太大難以確保銀行倒閉時存款人的補償。

#### 貨幣
独立后的苏格兰在货币上面临三个选择：发行苏格兰货币、使用欧元、继续使用英镑。 。20世纪90年代和21世纪初，SNP的独立政策认为苏格兰应加入欧元区的长期转移，取代2009年党大会的短期目标。苏格兰如果有成为欧盟成员国的权利，是否有加入欧元区的需要一直存在分歧。所有新成员须承诺采用单一货币，是欧盟成员国的先决条件，但先要以自己的货币加入欧洲汇率制满两年。苏格兰政府认为，被迫加入汇率制的成员国事实上有退出欧元区的选择，如瑞典就没有用过欧元，该国人民2003年全民公决弃用欧元，政府一直拒绝加入欧洲汇率制。
苏格兰独立后与英国达成正式货币联盟，继续使用英镑，视英格兰银行为央行，采纳其设定的利率和货币政策。白皮书《苏格兰的未来》确定货币联盟的五大关键原因“关乎苏格兰和英国独立后的即刻利益”：苏格兰的主要贸易伙伴英国（2011年出口量占三分之二）“苏格兰和英国的跨国公司供应链复杂”，劳动力有较高流动性，在最优货币区的关键测量上，苏格兰和英国有较好的经济成绩，英国和苏格兰的短期经济区趋势有较高同步程度。
2012年6月，阿利斯泰尔·达琳表示，英国其他地区的选民可选择不与苏格兰货币结盟。前首相约翰·梅杰爵士反对货币结盟，认为这让英国承担苏格兰的债务。另一位前首相戈登·布朗表示，SNP的提案为苏格兰和威斯敏斯特架设“殖民关系”。威尔士首席大臣卡因·琼斯2013年11月表示，寻求一票否决苏格兰和英国其他地区的货币联盟。
Yes Scotland表示，货币联盟有利于苏格兰和英国其他地区，苏格兰的出口将带动国际收支，从而强化英镑汇率。同时，英国经济学家和金融专家指出国际收支和汇率的影响，“基本上中立”。
苏格兰政府表示没有货币联盟，独立后英格兰、威尔士和北爱尔兰商家需承担5亿英镑的交易费用。Plaid Cymru发言人乔纳森·爱德华兹评论称，高昂的成本威胁到威尔士的贸易。苏格兰工党领袖约翰·拉蒙特称，任何的额外交易成本，很大程度将落在苏格兰公司身上，苏格兰的企业成本比英国要高11倍以上。董事协会指出任何新的交易成本，与不稳定的货币联盟带来的金融风险相形见绌。
若英国真与苏格兰结盟，财政政策一些新的约束，会扔给苏格兰。理财专家提议，货币安排的“小伙伴”能让“苏格兰丧失财政自主权”。经济与社会国家研究所的安格斯·阿姆斯特朗博士写道，经济政策隐含的约束条件，明显会比英国联盟更为严格 。萨尔蒙德2014年2月表示，独立的英格兰的货币联盟将保留税收和支出权力。苏格兰办公室前首席经济顾问加温·麦克龙表示，苏格兰保留英镑是务实的开端，若素政府希望实施独立政策，他警告称，保留英镑可能导致苏格兰银行迁往伦敦。
2014年2月，英国两大政党的财政大臣，拒绝苏格兰独立后设立正是货币联盟的设想。影子財政大臣埃德·鲍斯表示，SNP建议的货币联盟在经济上不相干，独立苏格兰选择的任何一种货币，比今日英国各地的都有利。
经历英国三大主要政党排除正是货币联盟的可能性，亚当·斯密研究所指出，巴拿马、厄瓜多尔和萨尔瓦多的经济，表明正规运用他国货币，可促进金融和经济体系健康发展。2014年9月，前欧盟委员奥利·雷恩表示，若没有独立央行而非正式公用英镑，独立的苏格兰无法达到欧盟成员国要求。萨尔蒙德认为雷恩的评论有争议，并重申其形成英镑货币联盟的昔年，承诺设立必要的金融机构。
苏格兰社会党主张苏格兰独立后在货币上，短期与英镑挂钩。苏格兰绿党表示作为“短期过渡性安排”保留英镑不应被排除，但苏政府应密切独立后货币迈向开放的心态。2013年初，吉米·里德基金会表示保留英镑是个不错的过渡性安排，但还是建议苏格兰独立后，与经济不稳定的英国隔离。其他支持苏格兰货币的人士包括Yes Scotland主席丹尼斯·卡纳和前SNP党魁吉姆·斯拉。
2014年9月9日，离公投仅一周，英国央行行长马克·卡尼表示，独立后的苏格兰和英国其他地区间的货币联盟在“主权上不相容”。卡尼参与工会代表大会问答会议时，进一步解释跨境税务联系、支出与银行规则的前提条件：“你要考虑到整个欧洲，如果不制定配套条件······你的收支流动要跨越边境以维持均衡，跨联盟的分歧在一定程度上不能避免。SNP财政部的另一位发言人回应：“法国、德国、芬兰和奥地利得成功的独立国家，都有自己的货币，完全负责税收控制，这就是独立的苏格兰所要做的。关于目前的权力下放，苏格兰仅控制7%的收入。卡尼评论得到达林和GMB工会支持，工会支持目前英国形成的架构。

#### 政府收支
经巴尼特公式计算，苏格兰的人均公共支出比英格兰高。若北海石油收入按地理区域计算，苏格兰比英国平均水平将产生更多人均税收。2012年11月财政研究所报告指出，北海石油地理份额超出公共支出，并警告油价一旦波动，石油将成为稀缺资源。《2012年-13年度苏格兰政府收支报告》指出北海石油收入下降41.5%，公共财政赤字从46亿英镑增至86亿英镑。
2014年5月，英国政府分析每名苏格兰公民1400英镑“联盟红利”，主要是由公共支出水平高出巴尼特公式。苏格兰政府对该分析表示异议，称独立后，2030年每位苏格兰人收入将多于1000英镑。三大经济专家表示，双方的估计是有可能的，但都依赖于未知变量，如英国政府对债务的划分，北海石油的未来收入，独立的苏格兰和将来生产力提高的可能支出承诺。
英国政府预计设立独立国家须耗费15亿英镑（占GDP1%）或27亿欧元（相当于每180个公共机构需花费1500万英镑）。伦敦经济学院的帕特里克·邓利维批评英国政府拿后者做文章“可笑”。财政部表示15亿英镑基于西部大学教授罗伯特·扬的估计。苏格兰两大工会呼吁SNP发布国家独立的预算，但苏政府表示，预算不能作为预算法案，将取决于与英国其他地区的谈判。邓利维教授在《星期日邮报》委托的一份报告中 ，估计即刻设置费用为2亿英镑，另外有6亿为“全面转型成本”，1500万英镑用于独立后的头十年。
苏格兰独立后的信用评级也是值得讨论的话题。2012年，信用评级机构惠誉指出，无法就苏格兰评级给予意见，皆因苏格兰的财政状况，很大程度上由资产和英苏债券划分谈判结果定夺。另一信用评级机构标准普尔，宣称2014年2月苏格兰将面临显著，但不非不可逾越的挑战，即使排除北海产值和国内收入的GDP，苏格兰有资格获得最高经济评级。2014年5月，穆迪发布的研究指出，独立的苏格兰将被授予A级，与波兰、捷克和墨西哥相媲美。A级比当前英国的评级要低两档，但穆迪表示不受苏格兰独立影响。

### 能源

#### 能源市場
大部分能源企业由英國政府控制 。雖然由規劃中的法律控制，允許蘇格蘭政府新核电站的建设。独立派欲保留单一能源市场，待整个英国独立后，为维持价格稳定及保障供应留后路。反对派表示，独立将威胁到单一能源市场。阿伯丁大学经济学教授尤安·菲米斯特表示，尽管独立会影响伙伴关系，但仍不能阻止英国人对苏格兰的电力需求，天然气电力市场办公室的预测显示英国的剩余产能所剩无几。英国第二大能源供应商SSE plc认为，单一市场是独立的最可能结果，但涉及到现有体制的改革，需要谈判。
工党议员卡罗琳·弗林特表示，独立意味着苏格兰要设立更严格的能源法案，客户被迫向苏格兰占英国总量三分之一的可再生能源，支付更多的费用。菲米斯特认为，法案可能会提高到整个大不列颠，鉴于英国的可再生能源和新核电站，都需要接受比因环保法规而关闭的发电厂还高的补贴。他还表示，现有和计划中的再生能源区划存在区别，现有计划已达成，新的建设补贴要向消费者伸手。能源与气候变化大臣埃德·戴维称苏格兰发电站，将不再有获得英国补贴的资格，意味着消费者的能源费用要增加。

#### 北海石油
在英国北海开采的石油中，近90%的油田坐落在苏格兰领海。这些油田带来的税收并非计入与其临近的地区，而是计入“英国大陆架”内。这些收入被用于支付政府开支，而不是纳入英国的石油基金。 SNP认为，石油收入的一部分应当纳入基金内。
英国的北海油田有九成以上位于苏格兰的领海。目前海上油田的税收并不是被划给最近岸边的国家或地区，而是划给和油井所在的大陆架最相连的国家或地区。

### 歐盟

#### 苏格兰和欧盟关系

公投前的欧盟成员（成员国用深蓝色标出）

SNP表示，欧盟和独立后的苏格兰的关系将类似现在和英国的关系，即拥有成员国身份，同时享有一些特权，比如可以不使用欧元。关于苏格兰是否需要重新申请欧盟成员国身份，以及是否能够享有英国在欧盟中的特权，各方并未达成一致。有選民在事後認為一旦獨立可能等於立即脫離歐盟，因此才投下反對票。

#### 英國在歐盟的未來地位
2013年1月，英国首相卡梅伦表示如果保守党赢得2015年大选，将在2016年举行公投以决定英国是否继续留在欧盟。 举行是否留在欧盟公投的计划已由英国下议院在2013年11月通过 
研究表明，苏格兰如果独立，之后的英国对于是否留在欧盟的问题上有不确定性。此前，苏格兰政府通过调查表示，苏格兰人在关于是否留在欧盟的态度与英国整体基本一致。
 

### 醫療保健
自1999年成立以来，医疗责任已下放至苏格兰议会。苏政府所颁布的健康政策与英国存在不同，如取消处方药和老年人私人护理的收费。国民保健服务（NHS）自1948年创设以来，NHS在苏格兰的运作独立于英国其他地区。独立派认为，英格兰削减NHS预算，导致苏格兰的经费减少，难以维持现有服务。前苏格兰首席医疗官哈里·伯恩斯于2014年7月表示，他认为独立有利于公众健康，能让更多人掌握自己的生活。
2014年5月，约100名医务人员，涵盖医生、医生顾问、全科医生、药剂师、牙医、医院搬运工和门卫，参与名为“NHS For Yes”的独立团体。联合创始人称苏格兰的保健服务“的确是苏格兰自治的典范，远远比不上威斯敏斯特政府，表示独立能保障苏格兰的NHS不受威斯敏斯特削减经费，以及南部边境私有化的破坏性影响。
公投前两天，有报章称苏格兰的NHS在“未来2015-17财年4亿到4.5亿英镑的资金缺口”，由苏政府泄露给媒体的政策导致。苏政府发言人表示，该评论“出自NHS领导人规划苏格兰未来的定期讨论”。

#### 專科治療
反对派表示，成为英国的一份子，是苏格兰人在英国其他地区获得专科治疗的关键。目前，NHS苏格兰部的互惠安排与其他地区公用。公会运动团体Vote No Borders跑到电影院打广告，声称苏格兰人将更难获得伦敦儿童托管机构大奥蒙德街医院（GOSH）的治疗。GOSH抱怨广告没有征询过意见，并表示与许多国家有互惠医疗保健协议后，Vote No Borders撤回广告。

### 國際關係
独立白皮书指出，苏格兰独立后将向世界各地設立约100個大使馆。大衛·卡梅伦认为独立的苏格兰将可能在聯合國內被“边缘化”，其中英国是安理会常任理事国。前首相约翰·梅杰曾表示，苏格兰独立后，英国可能會失去常任理事国的資格。

### 君主

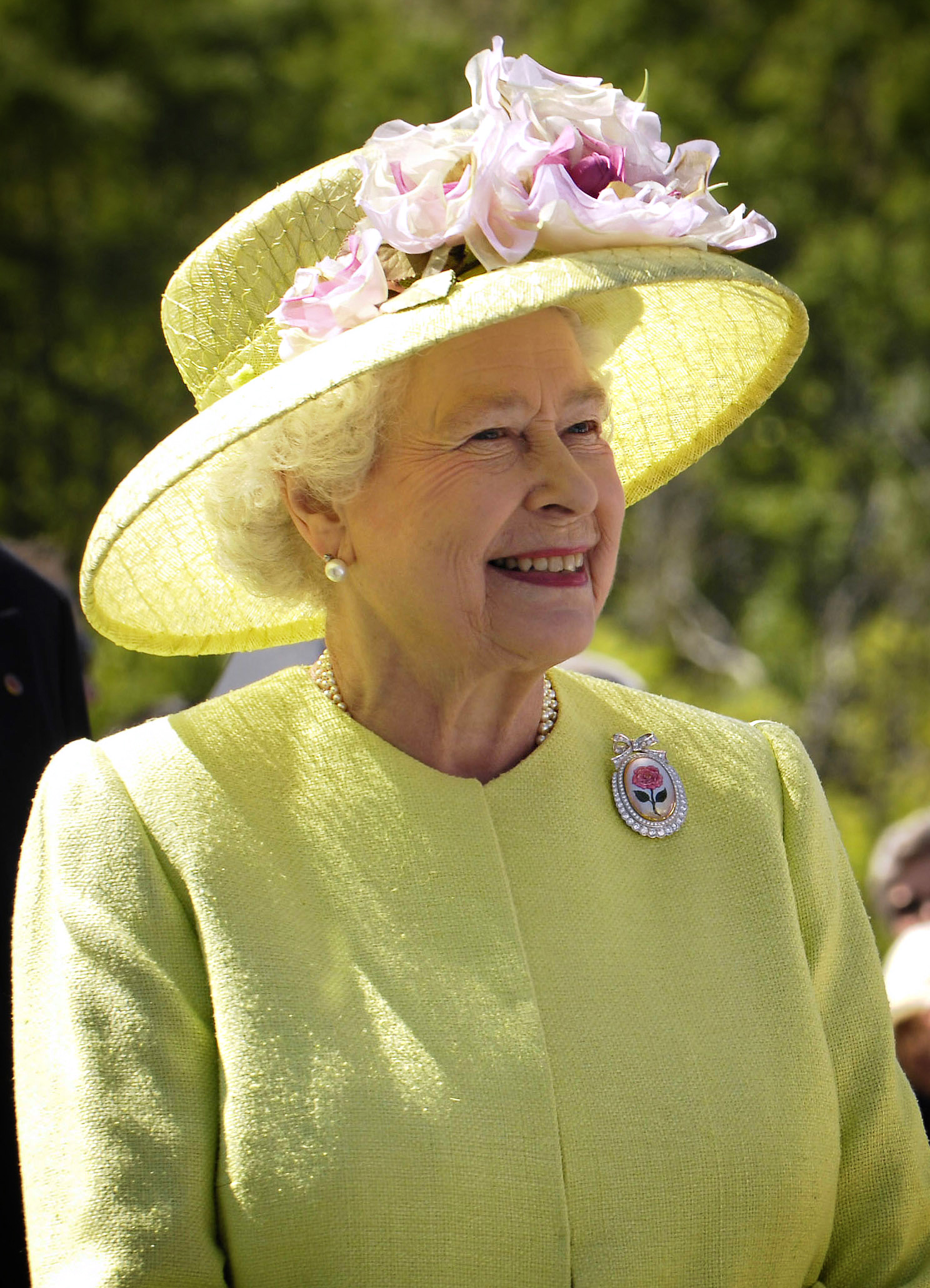
联合王国女王伊丽莎白二世

苏格兰绿党 和苏格兰社会党倾向建立一个共和体制的苏格兰。而SNP则倾向于使独立后的苏格兰成為大英國協王國，继续擁戴英國君主，和联合王国成为共主联邦（包含其他15个英联邦王国）。克里斯蒂娜·格雷厄姆认为，1997年SNP大会决议党的政策确保公民对投票的取向。
苏格兰首席部长萨尔蒙德曾经表示愿意苏格兰保留王室。 
一些媒体认为，2014年9月8日公布的剑桥公爵夫人（凯特王妃）第二次怀孕的消息会对投票结果带来影响。此项公布较原计划提前两周，以推动哈英派人气。女王对苏格兰独立持中立的官方立场。公投前夕，伊丽莎白二世在私人谈话中，希望人们“非常仔细地考虑未来”，该声明迅速被媒体广泛公布。

### 养老金
英国国家养老金是由英国政府管理。2013-14年度，每位年滿65歲长者每周收到113.10英镑。男性领取国家养老金的年龄是65岁，但在2020年会增至66岁，2028年更会升到67岁。研究由经济和社会研究的研究所发现，在2020年66岁上升到2028年的67岁，由于较低的预期寿命，苏格兰可能会推迟这些增长。《苏格兰的未来》白皮书承诺保障国家养老金将以类似的速度接近英国。
前首相戈登·布朗在2014年4月表示，苏格兰有公共部门的养老金法案高于平均水平的份额，并得出结论认为，养老金将通过分享在英国范围内的风险和资源保护。英国政府的养老金大臣史蒂夫·韦布2014年5月表示，鉴于已累积现行制度中的权利，独立后苏格兰人将有权享受当前水平的国家养老金。韦伯还表示，就如何对英国和苏格兰之间的支付退休金的问题，有谈判需要。
至于私人养老金计划，苏格兰特许会计师协会对没有计划以应付欧盟的规定表示关切，称可能会影响跨境福利计划资金的定义。2014年3月，考虑到充足的资金需求，欧盟委员会决定不放松跨境规定。

### 体育
离公投不到两个月，2014年英联邦运动会在苏格兰格拉斯哥举办。
 
在本届赛事上，苏格兰队赢得了大量的金牌。阿兰·比萨特认为体育运动的强势会让苏格兰人在公投独立的时候更加自信。《星期日先驱报》专栏作家伊恩·贝尔对此并不认同，称由于关于这个问题的辩论冗长且激烈，体育上的成功无法支持独立。
2014年5月，前劳工党主席亨利·麦克利什发布报告，表明苏格兰独立参加2016年夏季奥运会没有任何明显的障碍。他表示，由于是双方的国民，一些运动员，尤其是团体运动项目的，可以选择为英国队参赛，而非苏格兰。国际奥委会代表克雷格·里德指出，苏格兰需在独立参赛报名开始（2016年3月）到截止日期（2016年7月）间，取得联合国会员国地位，为自己设置奥运会资格标准。
戈登·布朗指出，2012年英国的金牌总数，彰显包含两大国家的联邦实力。苏格兰运动会在2012年英国队的65面奖牌中，占据13面，但其中仅有3面是苏格兰独立参赛赢得的。2013年5月，克里斯·霍伊爵士表示，苏格兰选手“在新的训练环境中塑造自己”可能需要时间，这表明英国队的优秀苏格兰运动员，不会自动转到独立的苏格兰队。霍伊相信，苏格兰设备和基础教练设备的缺乏，须由独立的国家解决。

### 北部和西部岛屿的地位
苏格兰独立的情景，引发人们担忧奥克尼群岛、设得兰群岛和西部群岛未来离开苏格兰大陆。岛民呼吁2014年9月25日，即苏格兰公投后一星期，在岛上举行独立公投。2014年3月，苏格兰议会公布岛民公投的网上请愿书，得到苏议员塔维什·斯科特的支持。公投拟向岛民设三个选项：群岛应该成为独立国家、应留在苏格兰、应留在英国（属苏格兰独立事件）。
第三个选项将于2012年有条件承诺，一名苏格兰议会发言人表示，苏格兰一旦独立，若自决足够强大，奥克尼和设得兰可留在英国。三大群岛的政客把苏格兰公投，视为自群岛理事会1975年成立以来最重要的事件。西部群岛负责人安格斯·坎贝尔称正在进行的宪法辩论，为三大岛屿理事会为社区争取作出决定的更大权力，提供机会，有利于经济和岛民。
2013年3月的群岛理事会会议上，三大岛领导人讨论了苏格兰独立后的未来，其中包括群岛是否在英国其他地区或苏格兰的范围内，要求并实现自治地位。当中有人提出实现英国皇家属地地位，或以法罗群岛为蓝本的自治政府，与英国或苏格兰联盟。奥克尼的议会领袖史蒂芬·赫德尔，偏向于皇家属地地位，但会威胁到欧盟给予当地农民重要的经济援助。西部群岛议员阿拉斯代尔·艾伦认为独立会带给海岛积极影响，“若苏格兰成为欧盟独立成员国，在共同农业政策的带动下，佃农和农民的农业发展资金可在预期内大幅提升。”
2013年7月，苏格兰政府提出《勒威克声明》，表示有兴趣将权利下放至苏格兰岛屿。11月，政府承诺独立后进一步将权利下放至各岛。史蒂芬·赫德尔呼吁为其立法，无视公投结果出台。

### 大学

#### 学术研究
2012-2013学年，苏格兰的大学共拿到了英国科研委员会拨款中的13.1%。
伦敦大学学院的阿兰·特伦彻认为，苏格兰独立后，那里的大学将会获得的科研资金将明显下跌。威莉·伦妮认为苏格兰的大学将失去2.1亿英镑的资金。
苏格兰物理研究所警告称，要用到欧洲核子研究组织大型强子对撞机、欧洲航天局和欧洲南方天文台等国际设施，需要苏政府重新协商，也引发英国慈善机构的研究经费及国际公司对苏格兰设施的担忧。
苏格兰教育部长迈克尔·拉塞尔曾表示，苏格兰大学“享誉全球”，独立后能继续吸引投资。2013年9月，阿伯丁大学校长表示，苏格兰大学可继续藉由单方面研究领域，跨边境获取科研经费。斯特灵大学经济学教授大卫·贝尔却认为，跨境合作虽然可持续，但苏格兰大学会失去金融优势。苏格兰学院罗杰·库克指出，尽管苏格兰大学获得研究理事会的资金份额较高，但却比英国同行的资金依赖要少 。苏格兰五大医学院教授在公开信中警告称，独立意味着苏格兰的研究基地“将被剥夺赢取超出补助比例资金的能力。”
经济领域小过英国的苏格兰，能否继续用同样水平支助学术研究？建立北部边境研究委员会系统有何需求？爱丁堡大学萨尔韦森欧洲研究院主席赵肖指出，一些小国的大学和研究资助者的关系“融洽”，导致做法“社团主义”。

#### 学生费用
苏格兰学生就地入学免收学费。但在英国其他地区定居的学生，若就读苏格兰大学，每年费用高达9000英镑。为履行《欧洲人权公约》，其他欧盟成员国学生也不用交费。
若苏格兰独立，英国其他地区的学生将处在其他欧盟国家的学生的立场。爱丁堡大学的一项研究发现，这样会导致资金流失，排挤苏格兰学生。研究表明，苏格兰独立后将有三门功课要做：为所有学生引入学费；与欧盟就保留苏格兰学位的协议谈判；或是单独招收其他欧盟成员国学生，为其垫付学费。其结论是，欧盟可能允许医药等专科配额，专为有因从事特定职业需培训的明确需求的当地学生，不包含其他专业。研究亦发现，第三个建议有违鼓励欧盟学生流动的《博洛尼亚进程》精神。
苏格兰政府在白皮书《苏格兰的未来》中指出，独立后将保持现有的学费安排，允许欧盟享受特殊的收费模式。前欧盟教育委员扬·菲戈尔2014年1月表示，苏格兰独立后对待学生内外有别是非法的，得到苏格兰律师会同意。下医院专责委员会表示，苏格兰独立后，政府需为英国其他地区学生支付1.5亿英镑学费。关心争取独立一组学者表示，若苏格兰留在英国，受英政府公共开支削减和巴尼特式的间接影响，目前的安排将不再延续。

### 社会福利
Yes运动表示，福利政策的控制权是独立的一大优势。财政研究所表示，独立给“改革带来更激进的机会，从而使（福利）系统更能反映苏格兰人民的意愿。”Yes运动和苏格兰第一副部长尼古拉·斯特金亦表示，现行福利制度只能由独立公投作保障。2013年9月，慈善机构代表苏格兰议会志愿组织（SCVO），呼吁在苏格兰设立独立福利制度。
2013年11月，苏政府承诺运用独立权力，推翻英国2012年福利改革法案的关键环节，尽管大多数苏格兰国会议员反对实施。SNP表示，将取消环球信贷和卧室税。SNP直言不讳地批评表示日后英国工党政府在卡梅伦内阁的带动下，将更为强硬的工党国家工作和退休金影子部长雷切尔·里夫斯。。
2012年1月，首相身边人告诉苏格兰人：“税收和福利制度的统一是联合国家的心脏”，这些权利在公投后不能下放给苏格兰，但自由民主党人迈克尔·摩尔2013年8月表示，部分福利预算的权力下放需要辩论。工党政治家、前苏格兰国家秘书吉姆·墨菲，狠狠地承诺福利权力将下放给苏格兰议会，但也警告独立将带来破坏，没有好处。2014年3月，苏格兰工党权力下放改革委员会建议，住房补贴和勤工津贴等某些国家福利应被移交。
女权主义经济学家艾丽莎·麦凯，是激进独立运动的支持者，主张苏格兰独立后应大幅度改革福利制度，向所有人提供基本收入。

## 回应

### 市场和金融公司
民意调查显示独立运动出现波动，2014年9月，英镑兑换美元汇率落到将近一美分。数天后，《金融时报》报道称“担心苏格兰离开英国，资产管理公司、投资者和养老金储户正将数十亿英镑转出苏格兰”。该报道还指出，苏格兰商业地产合同加入了“退出条款”，让买家放弃交易，或是独立后重新谈判价格。
考虑到苏格兰投票后英国的情况，苏格兰皇家银行、特易购银行、劳埃德银行、克莱兹代尔银行和TSB银行欲将注册总部从苏格兰搬到英格兰，大多数人表示没有转让任何工作的打算。
英国最大的国防供应商之一泰利斯公司的行政长官表示，若苏格兰独立，可能会给公司带来继续投资的问题。
德意志银行在公投前一周发表的报告，9月13日被媒体报道。该行首席经济学家大卫·福克斯-朗多总结：“不花钱退出300年的联盟听起来简单，但没能进一步揭示真相。朗多称“支持”票后的经济令人费解，并举出1925年温斯顿·丘吉尔的金本位制决定，及美国联邦储备引发的20世纪30年代经济大萧条等其他类似的错误行为。瑞士瑞银金融服务公司支持德意志银行的立场。

### 示威
公投公告一经发出，已爆发众多支持独立的示威活动。2012年9月，苏格兰独立游行集会吸引5000到1万名观众前往王子街花园，并在2013年9月重演。警方估计超过8千人参加游行，而主办单位和苏格兰警察联合会身份有2万到3万参与活动。苏格兰共和党社会主义运动和福德兰人运动参与这两次游行集会受到指责。
公投前五天，新教兄弟会橙色命令在爱丁堡举行了大型反独立游行集会，至少吸引15000名来自苏格兰和英国各地奥兰治党员、哈英乐队和支持者参加，被认为是迄今为止最大的哈英示威活动。由“长相厮守”（Let's Stay Together）组织的英国统一集会，于公投当周周一在特拉法加广场举办，5千人出席。类似的活动于公投前一天在伦敦、布里斯托尔、利兹、卡迪夫、曼彻斯特和贝尔法斯特发生，伦敦有独立派反对示威。

### 线上广告活动

支持独立的“Yes Scotland”标志

2012年5月，Yes Scotland运动正式上线，亚历克斯·萨蒙德表示将用社区活动和“网络巫术”带动独立。
非营利非党派组织“苏格兰所思”（What Scotland Thinks）项目跟踪民调数据，包括公投期间的在线活动 。该项目由英国最重要的独立社会研究机构NatCen下辖的ScotCen社会研究所负责，借助应用定量方法网络研究中心数据，发布了两大主要运动Yes Scotland和最好在一起，于2013年8月起运营Facebook和Twitter的帐号的监测数据。该组织2014年2月发布的报告指出，Yes Scotland在Facebook更受欢迎。继白皮书11月26日发布后，两个Facebook主要页面的差距由8000，增长至2014年2月的23000。分析表明运动的Twitter帐号由2013年8月的8000增长至2014年2月的13804，Yes Scotland更受青睐。该项目2014年6月称Yes Scotland的在线活动仍在壮大。
TNS BMRB2014年6月的民意调查，证实独立派的线上活动正壮大，有三倍多的独立派更喜欢在网上讨论独立的问题。2014年4月，迈克尔·基廷教授称独立前的运动明显增强，打“地面战”，而哈英派打“事实和数据的空中战争”。
两派的网上名人视频于2014年7月中旬被媒体报道。哈英派的Youtube视频《Let’s Stay Together - 'Scotland, you're my best friend》（呆在一起——苏格兰，你是我最好的朋友），展现英国其他地区对苏格兰的关心，约翰·巴洛曼、罗斯·坎普和埃迪·伊扎德在视频中村宪。制作该视频的“让我们在一起”运动，自称代表“每一位不用投票的英格兰、威尔士和北爱尔兰人，希望在Youtube频道上传达#letsstaytogether的声音。独立派Yes Scotland也有视频和Youtube频道。有32位全国各地的独立派代表出现在题为《✘ on September 18th #voteYes》的视频中，包括大卫·海曼、马丁·康普斯顿和斯图尔特·布雷思韦特。
《独立报》证实独立派组织国家集体为2014年8月网络话题运动的发起者。该报作者安东尼·莫洛伊称#YesBecause话题的灵感，来源于Twitter此前的#IndyReasons话题运动。8月21日，用户被邀请解释投支持票的原因。#YesBeacuse上线一小时后就出现在Twitter趋势榜。加拿大广播公司8月22日报道，反对派以#NoBeacus回应活动。

### 辩论
自公投宣布之日，电视、社区、社会和高校纷纷辩论独立议题。STV时事节目《苏格兰今夜》策划了系列的辩论，尼古拉·斯特金分别对阵迈克尔·摩尔、阿纳斯·萨瓦尔、阿利斯泰尔·卡迈克尔和约翰·拉蒙特。2014年1月21日，BBC二台苏格兰台播出首个系列的圆桌辩论会，于格里诺克拍摄，詹姆斯·库克主持。
独立运动一再呼吁英国首相戴维·卡梅伦和苏格兰首长亚历克斯·萨蒙德进行电视辩论，却被卡梅伦以公投由“苏格兰人决定”，应让支持和反对派人士展开辩论的理由驳回。前首相戈登·布朗支持辩论。“最好在一起”主席阿利斯泰尔·达琳指责萨蒙德害怕辩论，尽管斯特金2013年指出将择日举行萨尔蒙德-达令辩论。达林拒绝与Yes Scotland主席布莱尔·真金斯公开辩论。英国独立党领袖奈杰尔·法拉奇亦挑战萨蒙德，但被SNP的一名女发言人以“与苏格兰无关”为由驳回。
历经数周的谈判，萨尔蒙德和达林的辩论已准备妥当。节目名为《Salmond & Darling: The Debate》，2014年8月5日于STV播出。两人的第二轮辩论名为《Soctland Decides：Salmond versus Darling》，8月25日由BBC苏格兰一台播出（英国其他地区是二台）。

### 指責BBC立場偏頗
在竞选期间，有独立派人士指控英国广播公司偏向反对苏格兰独立 。2014年1月，西苏格兰大学一项长达一年的学术研究中，研究人员发现，BBC和苏格兰的商业频道STV偏袒反独运动。3月，BBC苏格兰总裁现身，接受苏格兰议会议员关于公司报道的质询。BBC苏格兰主管肯·麦奎利拒绝总结研究报告。
6月29日，数百名示威者聚集在格拉斯哥BBC总部外，抗议BBC所谓的偏见。9月14日，离公投还有四天，数千人再次在总部举行游行集会，指责BBC散播哈英言论和谎言，要求政治编辑尼克·罗宾逊引咎辞职。38度网站一封要求独立调查针对BBC偏见指控的请愿书，已有7万人签名。苏格兰首席大臣萨蒙德表示，他相信BBC曾不自觉地偏向于反独。英国记者保罗·梅森表示：“自伊拉克以来，还没见过BBC的新闻工作宣传力度如此强。”BBC表示：“我们对公投的报道本着公平公正原则，符合编辑指南。”

## 民意調查

公投民意调查图表

2012年1月，约翰·柯蒂斯教授表示，投票结果显示有32%到38%的苏格兰人支持独立，比2007年SNP首次组建苏格兰政府略有下滑。到2012年，支持人士下滑，强硬派人士有所下降。柯蒂斯表示，2013年的调查最稳定，当年平均有17%人反对独立。民调专家内特·速尔2013年表示，独立派几乎没有赢得公投的机会。
苏格兰政府的独立白皮书发布后，差距缩小：2013年12月和2014年1月的5次民调中，39%的受访者支持独立，61%反对，排除模棱两可票。民调进一步收紧后，财政大臣乔治·奥斯本2月表示，英国政府反对货币联盟，排除模棱两可者，支持派增至43%。随后数个月数据波动不大，2014年7月和8月支持和反对的票数分别为43%和57%。
踏入9月，民调差距比之前接近。9月6日YouGov的调查中，支持者和反对者分为47%和45%，排除模棱两可票后分别为51%和49%。最终的民调在公投前几天展开，反对票仅为4-6%，未进行票站调查，相反，投票站关闭不久后，YouGov于工頭發佈结果，支持和反对票各占46%和54%。

### 2014年
| 09月17日 | Survation/Daily Record（页面存档备份，存于）                                  | 1,160                                                                         | 43%                                                                           | 48%                                                                           | 9%                                                                            | 5%                                                                            |                                                                               |                                                                               |
| 09月17日 | YouGov/The Times/The Sun（页面存档备份，存于）                                | 3,237                                                                         | 45%                                                                           | 49%                                                                           | 6%                                                                            | 4%                                                                            |                                                                               |                                                                               |
| 09月17日 | Panelbase（页面存档备份，存于）                                               | 1,004                                                                         | 45%                                                                           | 50%                                                                           | 5%                                                                            | 5%                                                                            |                                                                               |                                                                               |
| 09月16日 | Ipsos MORI/STV                                                                | 1,373                                                                         | 47%                                                                           | 49%                                                                           | 5%                                                                            | 2%                                                                            |                                                                               |                                                                               |
| 09月16日 | ICM/The Scotsman                                                              | 1,175                                                                         | 41%                                                                           | 45%                                                                           | 14%                                                                           | 4%                                                                            |                                                                               |                                                                               |
| 09月16日 | Survation/Daily Mail（页面存档备份，存于）                                    | 1,000                                                                         | 44%                                                                           | 48%                                                                           | 8%                                                                            | 4%                                                                            |                                                                               |                                                                               |
| 09月15日 | Opinium/Telegraph                                                             | 1,156                                                                         | 43%                                                                           | 47%                                                                           | 8%                                                                            | 4%                                                                            |                                                                               |                                                                               |
| 09月12日 | Survation/Better Together（页面存档备份，存于）                               | 1,044                                                                         | 42%                                                                           | 49%                                                                           | 9%                                                                            | 7%                                                                            |                                                                               |                                                                               |
| 09月12日 | Panelbase/Sunday Times（页面存档备份，存于）                                  | 1,014                                                                         | 46%                                                                           | 47%                                                                           | 7%                                                                            | 1%                                                                            |                                                                               |                                                                               |
| 09月11日 | 电视辩论：《Scotland Decides: The Big, Big Debate》                           | 电视辩论：《Scotland Decides: The Big, Big Debate》                           | 电视辩论：《Scotland Decides: The Big, Big Debate》                           | 电视辩论：《Scotland Decides: The Big, Big Debate》                           | 电视辩论：《Scotland Decides: The Big, Big Debate》                           | 电视辩论：《Scotland Decides: The Big, Big Debate》                           | 电视辩论：《Scotland Decides: The Big, Big Debate》                           | 电视辩论：《Scotland Decides: The Big, Big Debate》                           |
| 09月11日 | ICM/Sunday Telegraph                                                          | 705                                                                           | 49%                                                                           | 42%                                                                           | 9%                                                                            | 7%                                                                            |                                                                               |                                                                               |
| 09月11日 | Opinium/Observer                                                              | 1,055                                                                         | 43%                                                                           | 47%                                                                           | 10%                                                                           | 4%                                                                            |                                                                               |                                                                               |
| 09月11日 | ICM/Guardian                                                                  | 1,000                                                                         | 40%                                                                           | 42%                                                                           | 17%                                                                           | 2%                                                                            |                                                                               |                                                                               |
| 09月11日 | YouGov/The Times/The Sun（页面存档备份，存于）                                | 1,268                                                                         | 45%                                                                           | 50%                                                                           | 6%                                                                            | 4%                                                                            |                                                                               |                                                                               |
| 09月9日  | Survation/Daily Record（页面存档备份，存于）                                  | 1,000                                                                         | 42%                                                                           | 48%                                                                           | 10%                                                                           | 6%                                                                            |                                                                               |                                                                               |
| 09月5日  | YouGov/The Sunday Times（页面存档备份，存于）                                 | 1,084                                                                         | 47%                                                                           | 45%                                                                           | 7%                                                                            | 2%                                                                            |                                                                               |                                                                               |
| 09月1日  | YouGov/The Times/The Sun（页面存档备份，存于）                                | 1,063                                                                         | 42%                                                                           | 48%                                                                           | 10%                                                                           | 6%                                                                            |                                                                               |                                                                               |
| 08月28日 | Survation/Scottish Daily Mail（页面存档备份，存于）                           | 1,001                                                                         | 42%                                                                           | 48%                                                                           | 11%                                                                           | 6%                                                                            |                                                                               |                                                                               |
| 08月25日 | 电视辩论：《Scotland Decides: Salmond versus Darling》                        | 电视辩论：《Scotland Decides: Salmond versus Darling》                        | 电视辩论：《Scotland Decides: Salmond versus Darling》                        | 电视辩论：《Scotland Decides: Salmond versus Darling》                        | 电视辩论：《Scotland Decides: Salmond versus Darling》                        | 电视辩论：《Scotland Decides: Salmond versus Darling》                        | 电视辩论：《Scotland Decides: Salmond versus Darling》                        | 电视辩论：《Scotland Decides: Salmond versus Darling》                        |
| 08月15日 | YouGov/The Times（页面存档备份，存于）                                        | 1,085                                                                         | 38%                                                                           | 51%                                                                           | 11%                                                                           | 13%                                                                           |                                                                               |                                                                               |
| 08月15日 | Panelbase/Yes Scotland（页面存档备份，存于）                                  | 1,026                                                                         | 42%                                                                           | 46%                                                                           | 12%                                                                           | 4%                                                                            |                                                                               |                                                                               |
| 08月14日 | ICM/Scotland on Sunday                                                        | 1,005                                                                         | 38%                                                                           | 47%                                                                           | 14%                                                                           | 9%                                                                            |                                                                               |                                                                               |
| 08月7日  | Survation/Scottish Daily Mail（页面存档备份，存于）                           | 1,010                                                                         | 37%                                                                           | 50%                                                                           | 13%                                                                           | 13%                                                                           |                                                                               |                                                                               |
| 08月7日  | YouGov/The Sun（页面存档备份，存于）                                          | 1,142                                                                         | 35%                                                                           | 55%                                                                           | 10%                                                                           | 20%                                                                           |                                                                               |                                                                               |
| 08月7日  | TNS BMRB（页面存档备份，存于）                                                | 1,003                                                                         | 32%                                                                           | 45%                                                                           | 23%                                                                           | 13%                                                                           |                                                                               |                                                                               |
| 08月5日  | 电视辩论：《Salmond & Darling: The Debate》                                   | 电视辩论：《Salmond & Darling: The Debate》                                   | 电视辩论：《Salmond & Darling: The Debate》                                   | 电视辩论：《Salmond & Darling: The Debate》                                   | 电视辩论：《Salmond & Darling: The Debate》                                   | 电视辩论：《Salmond & Darling: The Debate》                                   | 电视辩论：《Salmond & Darling: The Debate》                                   | 电视辩论：《Salmond & Darling: The Debate》                                   |
| 08月3日  | Ipsos MORI/STV                                                                | 1,006                                                                         | 40%                                                                           | 54%                                                                           | 7%                                                                            | 14%                                                                           |                                                                               |                                                                               |
| 08月1日  | Survation/Mail on Sunday（页面存档备份，存于）                                | 1,000                                                                         | 40%                                                                           | 46%                                                                           | 14%                                                                           | 6%                                                                            |                                                                               |                                                                               |
| 07月22日 | Panelbase/Sunday Times（页面存档备份，存于）                                  | 1,041                                                                         | 41%                                                                           | 48%                                                                           | 11%                                                                           | 7%                                                                            |                                                                               |                                                                               |
| 07月11日 | ICM/Scotland on Sunday                                                        | 1,002                                                                         | 34%                                                                           | 45%                                                                           | 21%                                                                           | 11%                                                                           |                                                                               |                                                                               |
| 07月9日  | TNS BMRB（页面存档备份，存于）                                                | 995                                                                           | 32%                                                                           | 41%                                                                           | 27%                                                                           | 9%                                                                            |                                                                               |                                                                               |
| 07月8日  | Survation/Daily Record（页面存档备份，存于）                                  | 1,013                                                                         | 41%                                                                           | 46%                                                                           | 13%                                                                           | 5%                                                                            |                                                                               |                                                                               |
| 06月29日 | YouGov/The Times（页面存档备份，存于）                                        | 1,206                                                                         | 35%                                                                           | 54%                                                                           | 12%                                                                           | 19%                                                                           |                                                                               |                                                                               |
| 06月23日 | TNS BMRB/Scotland September 18                                                | 1,004                                                                         | 32%                                                                           | 46%                                                                           | 22%                                                                           | 14%                                                                           |                                                                               |                                                                               |
| 06月16日 | YouGov/Sun（页面存档备份，存于）                                              | 1,039                                                                         | 36%                                                                           | 53%                                                                           | 11%                                                                           | 17%                                                                           |                                                                               |                                                                               |
| 06月12日 | ICM/Scotland on Sunday                                                        | 1,002                                                                         | 36%                                                                           | 43%                                                                           | 21%                                                                           | 7%                                                                            |                                                                               |                                                                               |
| 06月11日 | Panelbase/Yes Scotland（页面存档备份，存于）                                  | 1,060                                                                         | 43%                                                                           | 46%                                                                           | 12%                                                                           | 3%                                                                            |                                                                               |                                                                               |
| 06月10日 | Survation/Daily Record（页面存档备份，存于）                                  | 1,004                                                                         | 39%                                                                           | 44%                                                                           | 17%                                                                           | 5%                                                                            |                                                                               |                                                                               |
| 06月2日  | Release of Scottish Conservatives Strathclyde Commission Report               | Release of Scottish Conservatives Strathclyde Commission Report               | Release of Scottish Conservatives Strathclyde Commission Report               | Release of Scottish Conservatives Strathclyde Commission Report               | Release of Scottish Conservatives Strathclyde Commission Report               | Release of Scottish Conservatives Strathclyde Commission Report               | Release of Scottish Conservatives Strathclyde Commission Report               | Release of Scottish Conservatives Strathclyde Commission Report               |
| 06月1日  | Ipsos MORI/STV                                                                | 1,003                                                                         | 36%                                                                           | 54%                                                                           | 10%                                                                           | 18%                                                                           |                                                                               |                                                                               |
| 05月30日 | 宣传活动正式开始                                                              | 宣传活动正式开始                                                              | 宣传活动正式开始                                                              | 宣传活动正式开始                                                              | 宣传活动正式开始                                                              | 宣传活动正式开始                                                              | 宣传活动正式开始                                                              | 宣传活动正式开始                                                              |
| 05月28日 | TNS BMRB（页面存档备份，存于）                                                | 1,011                                                                         | 30%                                                                           | 42%                                                                           | 28%                                                                           | 12%                                                                           |                                                                               |                                                                               |
| 05月15日 | ICM/Scotland on Sunday                                                        | 1,003                                                                         | 34%                                                                           | 46%                                                                           | 20%                                                                           | 12%                                                                           |                                                                               |                                                                               |
| 05月14日 | Panelbase/Sunday Times（页面存档备份，存于）                                  | 1,046                                                                         | 40%                                                                           | 47%                                                                           | 13%                                                                           | 7%                                                                            |                                                                               |                                                                               |
| 05月12日 | Survation/Daily Record                                                        | 1,003                                                                         | 37%                                                                           | 47%                                                                           | 17%                                                                           | 10%                                                                           |                                                                               |                                                                               |
| 05月2日  | TNS BMRB（页面存档备份，存于）                                                | 996                                                                           | 30%                                                                           | 42%                                                                           | 28%                                                                           | 12%                                                                           |                                                                               |                                                                               |
| 04月28日 | YouGov/Channel 4（页面存档备份，存于）                                        | 1,208                                                                         | 37%                                                                           | 51%                                                                           | 12%                                                                           | 14%                                                                           |                                                                               |                                                                               |
| 04月16日 | ICM/Scotland on Sunday                                                        | 1,004                                                                         | 39%                                                                           | 42%                                                                           | 19%                                                                           | 3%                                                                            |                                                                               |                                                                               |
| 04月15日 | Survation/Sunday Post                                                         | 1,001                                                                         | 38%                                                                           | 46%                                                                           | 16%                                                                           | 8%                                                                            |                                                                               |                                                                               |
| 04月9日  | Panelbase/YesScotland（页面存档备份，存于）                                   | 1,024                                                                         | 40%                                                                           | 45%                                                                           | 15%                                                                           | 5%                                                                            |                                                                               |                                                                               |
| 04月7日  | Survation/Daily Record（页面存档备份，存于）                                  | 1,002                                                                         | 37%                                                                           | 47%                                                                           | 16%                                                                           | 10%                                                                           |                                                                               |                                                                               |
| 04月4日  | Panelbase/Wings Over Scotland（页面存档备份，存于）                           | 1,025                                                                         | 41%                                                                           | 46%                                                                           | 14%                                                                           | 5%                                                                            |                                                                               |                                                                               |
| 03月24日 | YouGov/Times（页面存档备份，存于）                                            | 1,072                                                                         | 37%                                                                           | 52%                                                                           | 11%                                                                           | 15%                                                                           |                                                                               |                                                                               |
| 03月21日 | ICM/Scotland on Sunday                                                        | 1,010                                                                         | 39%                                                                           | 46%                                                                           | 15%                                                                           | 7%                                                                            |                                                                               |                                                                               |
| 03月18日 | Release of Scottish Labour Devolution Commission Report（页面存档备份，存于） | Release of Scottish Labour Devolution Commission Report（页面存档备份，存于） | Release of Scottish Labour Devolution Commission Report（页面存档备份，存于） | Release of Scottish Labour Devolution Commission Report（页面存档备份，存于） | Release of Scottish Labour Devolution Commission Report（页面存档备份，存于） | Release of Scottish Labour Devolution Commission Report（页面存档备份，存于） | Release of Scottish Labour Devolution Commission Report（页面存档备份，存于） | Release of Scottish Labour Devolution Commission Report（页面存档备份，存于） |
| 03月14日 | Panelbase/Newsnet Scotland（页面存档备份，存于）                              | 1,036                                                                         | 40%                                                                           | 45%                                                                           | 15%                                                                           | 5%                                                                            |                                                                               |                                                                               |
| 03月9日  | TNS BMRB（页面存档备份，存于）                                                | 1,019                                                                         | 28%                                                                           | 42%                                                                           | 30%                                                                           | 14%                                                                           |                                                                               |                                                                               |
| 03月7日  | Survation/Daily Record/Better Nation                                          | 1,002                                                                         | 39%                                                                           | 48%                                                                           | 13%                                                                           | 9%                                                                            |                                                                               |                                                                               |
| 02月28日 | YouGov/Scottish Sun（页面存档备份，存于）                                     | 1,257                                                                         | 35%                                                                           | 53%                                                                           | 12%                                                                           | 18%                                                                           |                                                                               |                                                                               |
| 02月25日 | IpsosMORI/STV                                                                 | 1,001                                                                         | 29%                                                                           | 55%                                                                           | 16%                                                                           | 26%                                                                           |                                                                               |                                                                               |
| 02月21日 | Panelbase/Scottish National Party（页面存档备份，存于）                       | 1,022                                                                         | 37%                                                                           | 47%                                                                           | 16%                                                                           | 10%                                                                           |                                                                               |                                                                               |
| 02月21日 | ICM/Scotland on Sunday                                                        | 1,004                                                                         | 37%                                                                           | 49%                                                                           | 14%                                                                           | 12%                                                                           |                                                                               |                                                                               |
| 02月18日 | Survation/Mail on Sunday                                                      | 1,005                                                                         | 38%                                                                           | 47%                                                                           | 16%                                                                           | 9%                                                                            |                                                                               |                                                                               |
| 02月13日 | 財政大臣歐思邦宣布獨立的蘇格蘭不能使用英鎊                                    | 財政大臣歐思邦宣布獨立的蘇格蘭不能使用英鎊                                    | 財政大臣歐思邦宣布獨立的蘇格蘭不能使用英鎊                                    | 財政大臣歐思邦宣布獨立的蘇格蘭不能使用英鎊                                    | 財政大臣歐思邦宣布獨立的蘇格蘭不能使用英鎊                                    | 財政大臣歐思邦宣布獨立的蘇格蘭不能使用英鎊                                    | 財政大臣歐思邦宣布獨立的蘇格蘭不能使用英鎊                                    | 財政大臣歐思邦宣布獨立的蘇格蘭不能使用英鎊                                    |
| 02月6日  | Panelbase/Sunday Times（页面存档备份，存于）                                  | 1,012                                                                         | 37%                                                                           | 49%                                                                           | 14%                                                                           | 12%                                                                           |                                                                               |                                                                               |
| 02月6日  | TNS BMRB（页面存档备份，存于）                                                | 996                                                                           | 29%                                                                           | 42%                                                                           | 29%                                                                           | 13%                                                                           |                                                                               |                                                                               |
| 02月5日  | YouGov/Sun（页面存档备份，存于）                                              | 1,047                                                                         | 34%                                                                           | 52%                                                                           | 14%                                                                           | 18%                                                                           |                                                                               |                                                                               |
| 01月31日 | Survation/Mail on Sunday                                                      | 1,010                                                                         | 32%                                                                           | 52%                                                                           | 16%                                                                           | 20%                                                                           |                                                                               |                                                                               |
| 01月27日 | YouGov（页面存档备份，存于）                                                  | 1,192                                                                         | 33%                                                                           | 52%                                                                           | 15%                                                                           | 19%                                                                           |                                                                               |                                                                               |
| 01月24日 | ICM/Scotland on Sunday                                                        | 1,004                                                                         | 37%                                                                           | 44%                                                                           | 19%                                                                           | 7%                                                                            |                                                                               |                                                                               |
| 01月20日 | TNS BMRB                                                                      | 1,054                                                                         | 29%                                                                           | 42%                                                                           | 29%                                                                           | 13%                                                                           |                                                                               |                                                                               |
| 01月10日 | TNS BMRB/BBC Scotland（页面存档备份，存于）                                   | 1,008                                                                         | 28%                                                                           | 42%                                                                           | 30%                                                                           | 14%                                                                           |                                                                               |                                                                               |

### 2013年
| 12月10日 | TNS BMRB                                                | 1,055                | 27%                  | 41%                  | 33%                  | 14%                  |                      |                      |
| 12月9日  | YouGov/Times（页面存档备份，存于）                      | 1,074                | 33%                  | 52%                  | 15%                  | 19%                  |                      |                      |
| 12月5日  | Ipsos MORI/STV News                                     | 1,006                | 31%                  | 55%                  | 14%                  | 24%                  |                      |                      |
| 11月26日 | 《苏格兰的未来》发布                                    | 《苏格兰的未来》发布 | 《苏格兰的未来》发布 | 《苏格兰的未来》发布 | 《苏格兰的未来》发布 | 《苏格兰的未来》发布 | 《苏格兰的未来》发布 | 《苏格兰的未来》发布 |
| 11月27日 | TNS BMRB                                                | 1,004                | 26%                  | 42%                  | 32%                  | 16%                  |                      |                      |
| 11月20日 | Panelbase/Sunday Times（页面存档备份，存于）            | 1,006                | 38%                  | 47%                  | 15%                  | 9%                   |                      |                      |
| 10月30日 | TNS BMRB（页面存档备份，存于）                          | 1,010                | 25%                  | 43%                  | 32%                  | 18%                  |                      |                      |
| 10月24日 | Panelbase/Wings Over Scotland（页面存档备份，存于）     | 1,008                | 37%                  | 45%                  | 17%                  | 8%                   |                      |                      |
| 10月2日  | TNS BMRB（页面存档备份，存于）                          | 1,004                | 25%                  | 44%                  | 31%                  | 19%                  |                      |                      |
| 09月16日 | YouGov/Times（页面存档备份，存于）                      | 1,139                | 32%                  | 52%                  | 13%                  | 20%                  |                      |                      |
| 09月15日 | Ipsos MORI/STV News                                     | 1,000                | 30%                  | 57%                  | 14%                  | 27%                  |                      |                      |
| 09月13日 | ICM/Scotland on Sunday                                  | 1,002                | 32%                  | 49%                  | 19%                  | 17%                  |                      |                      |
| 09月5日  | Panelbase/Sunday Times（页面存档备份，存于）            | 1,002                | 37%                  | 47%                  | 16%                  | 10%                  |                      |                      |
| 08月28日 | Panelbase/Scottish National Party（页面存档备份，存于） | 1,043                | 44%                  | 43%                  | 13%                  | 1%                   |                      |                      |
| 08月27日 | TNS BMRB                                                | 1,017                | 25%                  | 47%                  | 28%                  | 22%                  |                      |                      |
| 08月22日 | YouGov/Devo Plus（页面存档备份，存于）                  | 1,171                | 29%                  | 59%                  | 10%                  | 30%                  |                      |                      |
| 08月16日 | Angus Reid/Daily Express                                | 549                  | 34%                  | 47%                  | 19%                  | 13%                  |                      |                      |
| 07月24日 | Panelbase/Sunday Times（页面存档备份，存于）            | 1,001                | 37%                  | 46%                  | 17%                  | 9%                   |                      |                      |
| 05月16日 | Panelbase/Sunday Times（页面存档备份，存于）            | 1,004                | 36%                  | 44%                  | 20%                  | 8%                   |                      |                      |
| 05月5日  | Ipsos MORI/The Times                                    | 1,001                | 28%                  | 57%                  | 15%                  | 29%                  |                      |                      |
| 04月2日  | TNS BMRB（页面存档备份，存于）                          | 1,002                | 30%                  | 51%                  | 19%                  | 21%                  |                      |                      |
| 03月22日 | Panelbase/Sunday Times（页面存档备份，存于）            | 885                  | 36%                  | 46%                  | 18%                  | 10%                  |                      |                      |
| 02月28日 | TNS BMRB/Scottish CND（页面存档备份，存于）             | 1,001                | 33%                  | 52%                  | 15%                  | 19%                  |                      |                      |
| 02月9日  | Ipsos MORI/The Times                                    | 1,003                | 32%                  | 52%                  | 16%                  | 20%                  |                      |                      |
| 02月1日  | Angus Reid                                              | 1,003                | 32%                  | 47%                  | 20%                  | 15%                  |                      |                      |
| 01月21日 | Panelbase/Sunday Times（页面存档备份，存于）            | 1,004                | 34%                  | 47%                  | 19%                  | 13%                  |                      |                      |
| 01月9日  | TNS BMRB（页面存档备份，存于）                          | 1,012                | 28%                  | 48%                  | 24%                  | 20%                  |                      |                      |
| 01月4日  | Angus Reid                                              | 573                  | 32%                  | 50%                  | 16%                  | 18%                  |                      |                      |

### 2012年
| 10月24日 | YouGov/DC Thomson（页面存档备份，存于）      | 1,004                | 29%                  | 55%                  | 14%                  | 26%                  |                      |                      |
| 10月19日 | Panelbase/Sunday Times（页面存档备份，存于） | 972                  | 36.5%                | 47%                  | 16.5%                | 8%                   |                      |                      |
| 10月15日 | 2012年愛丁堡協議簽訂                         | 2012年愛丁堡協議簽訂 | 2012年愛丁堡協議簽訂 | 2012年愛丁堡協議簽訂 | 2012年愛丁堡協議簽訂 | 2012年愛丁堡協議簽訂 | 2012年愛丁堡協議簽訂 | 2012年愛丁堡協議簽訂 |
| 10月15日 | Ipsos MORI/The Times                         | 1,003                | 30%                  | 58%                  | 12%                  | 28%                  |                      |                      |
| 10月4日  | TNS BMRB（页面存档备份，存于）               | 995                  | 28%                  | 53%                  | 19%                  | 25%                  |                      |                      |
| 06月20日 | YouGov/Fabian Society（页面存档备份，存于）  | 1,029                | 30%                  | 54%                  | 16%                  | 24%                  |                      |                      |
| 06月14日 | Ipsos MORI/The Times/The Sun                 | 1,005                | 32%                  | 55%                  | 13%                  | 20%                  |                      |                      |
| 01月29日 | Ipsos MORI/The Times/The Sun                 | 1,005                | 37%                  | 50%                  | 13%                  | 13%                  |                      |                      |
| 01月11日 | YouGov/The Sun（页面存档备份，存于）         | 1,002                | 33%                  | 53%                  | 14%                  | 20%                  |                      |                      |

### 2011年
| 08月31日 | TNS BMRB/The Herald（页面存档备份，存于） | 1,007          | 39%            | 38%            | 23%            | 1%             |                |                |
| 05月31日 | TNS BMRB/The Herald（页面存档备份，存于） | 1,022          | 37%            | 45%            | 18%            | 8%             |                |                |
| 05月5日  | 蘇格蘭議會大選                            | 蘇格蘭議會大選 | 蘇格蘭議會大選 | 蘇格蘭議會大選 | 蘇格蘭議會大選 | 蘇格蘭議會大選 | 蘇格蘭議會大選 | 蘇格蘭議會大選 |

## 影响

### 旗帜
如果苏格兰独立，联合王国国旗将不再被苏格兰使用。同时，由於联合王国国旗中含有代表苏格兰的圣安德烈十字，它自身也可能会被更改。

现今联合王国国旗
苏格兰国旗

## 各方表態

### 大不列颠和北爱尔兰联合王国
英国女王伊丽莎白二世：英国女王起初表示在苏格兰独立的事务上保持中立。然而在2014年9月15日，女王公开表示希望苏格兰“仔细思考自己的未来”。这是英国女王首次对苏格兰独立表态。
英國首相卡麥隆：2014年2月7日，英國首相卡麥隆在倫敦的一次講話中呼籲蘇格蘭人在今年9月的獨立公投中選擇留在英國。卡麥隆在倫敦奧林匹克公園發表的講話中將向蘇格蘭公民呼籲：「我們想要你們留在英國，因為如果蘇格蘭獨立，英國將有深遠損失」。卡麥隆講話中援引在2012倫敦奧運會上贏得65枚獎牌的英國代表隊的精神。他表示：「對我來說，奧運會最好的事情不是贏得勝利，而是紅色、白色、藍色（編者：英國國旗的組成色）」。他說：「那個夏天愛國主義走出陰影，進入陽光下，每一個人都一同為英國隊歡呼」。卡麥隆還在講話中表示，是否留在英國是蘇格蘭人自己的決定，「我熱情地確信，留在英國對他們有益，因為這樣蘇格蘭有空間做決定，同時仍然享有作為更大國家一部分所帶來的安全」。卡麥隆強調，儘管有4百萬人能夠在蘇格蘭全民公決中投票，但是全英國6300萬人都將受到深遠影響。「那就是為什麼這番講話不是針對蘇格蘭人民的，而是針對英格蘭、威爾士、北愛爾蘭人民的，沒有蘇格蘭的話我們會受到巨大損失。這件事情關乎我們所有人的未來，英國的每個人都能在這場討論中發言。」卡麥隆表示，英國是一個「強有力的品牌」，蘇格蘭獨立會損害英國自身的名譽。「事實是，一個統一的英國在世界上更重要，我們不能對蘇格蘭獨立公投過於自信，因為結果仍然懸而未決。」三大政黨保守黨、工黨和自由民主黨皆反對蘇格蘭獨立，但尊重公投的結果。

### 国际社会
美国总统贝拉克·奥巴马表示：“希望英国继续强大、繁荣和团结，继续是强有力的伙伴，但尊重苏格兰人民的选择。”
 德国政府公开表示希望英国保持统一。
 西班牙、比利时和意大利均希望苏格兰独立公投不会给他们国内的团结制造出问题。
 中华人民共和国总理李克强表示：“我们也希望看到一个强大、繁荣、统一的英国，在促进世界增长和发展方面走在前列，在维护地区稳定和平方面发挥更多重要作用。我们尊重英国人民的选择。”
除上述地區外，北約及歐盟負責人亦關注此事，惟聯合國及其負責人則對有關公投結果（不論是支持或反對獨立）不予置評及保持沉默。

## 結果
结果最终将由首席官宣布统计结果，苏格兰独立公投法会确定苏格兰的选举管理委员会召集人（教统局）为首席官投票计数。大英帝国官佐总计数官玛丽皮特凯思莉通过在苏格兰的32个地方政府区域的点票人员的支持。
最终结果已于2014年9月19日发布：投票最终结果为反对的票数超过了总数的一半，苏格兰将继续留在联合王国内，萨尔蒙德亦於公投後翌日辭任首席部長及民族黨魁之職務。

### 各议会区结果
| 议会区          | 赞成票数  | 反对票数  | 赞成比例（%） | 反对比例（%） | 有效票数  | 投票率 （%） |
| --------------- | --------- | --------- | ------------- | ------------- | --------- | ------------ |
| 阿伯丁市        | 59,390    | 84,094    | 41.4%         | 58.6%         | 143,484   | 81.7%        |
| 阿伯丁郡        | 71,337    | 108,606   | 39.6%         | 60.4%         | 179,943   | 87.2%        |
| 安格斯          | 35,044    | 45,192    | 43.7%         | 56.3%         | 80,236    | 85.7%        |
| 阿盖尔-比特     | 26,324    | 37,143    | 41.5%         | 58.5%         | 63,467    | 88.2%        |
| 克拉克曼南郡    | 16,350    | 19,036    | 46.2%         | 53.8%         | 35,386    | 88.6%        |
| 鄧弗里斯-加洛韋 | 36,614    | 70,039    | 34.3%         | 65.7%         | 106,653   | 87.5%        |
| 邓迪市          | 53,620    | 39,880    | 57.3%         | 42.7%         | 93,500    | 78.8%        |
| 东艾尔郡        | 39,762    | 44,442    | 47.2%         | 52.8%         | 84,204    | 84.5%        |
| 東鄧巴頓郡      | 30,624    | 48,314    | 38.8%         | 61.2%         | 78,938    | 91.0%        |
| 东洛锡安        | 27,467    | 44,283    | 38.3%         | 61.7%         | 71,750    | 87.6%        |
| 东伦弗鲁郡      | 24,287    | 41,690    | 36.8%         | 63.2%         | 65,977    | 90.4%        |
| 爱丁堡市        | 123,927   | 194,638   | 38.9%         | 61.1%         | 318,565   | 84.4%        |
| 埃利安锡尔      | 9,195     | 10,544    | 46.6%         | 53.4%         | 19,739    | 86.2%        |
| 福尔柯克        | 50,489    | 58,030    | 46.5%         | 53.5%         | 108,519   | 88.7%        |
| 法夫            | 114,148   | 139,788   | 45.0%         | 55.0%         | 253,936   | 84.1%        |
| 格拉斯哥市      | 194,779   | 169,347   | 53.5%         | 46.5%         | 364,126   | 75.0%        |
| 高地            | 78,069    | 87,739    | 47.1%         | 53.0%         | 165,808   | 87.0%        |
| 因弗克萊德      | 27,243    | 27,329    | 49.9%         | 50.1%         | 54,572    | 87.4%        |
| 中洛锡安        | 26,370    | 33,972    | 43.7%         | 56.3%         | 60,342    | 86.8%        |
| 马里            | 27,232    | 36,935    | 42.4%         | 57.6%         | 64,167    | 85.4%        |
| 北艾尔郡        | 47,072    | 49,016    | 48.9%         | 51.1%         | 96,088    | 84.4%        |
| 北拉纳克郡      | 115,783   | 110,922   | 51.1%         | 48.9%         | 226,705   | 84.4%        |
| 奥克尼群岛      | 4,883     | 10,004    | 32.8%         | 67.2%         | 14,887    | 83.7%        |
| 珀斯-金罗斯     | 41,475    | 62,714    | 39.8%         | 60.2%         | 104,189   | 86.9%        |
| 伦弗鲁郡        | 55,466    | 62,067    | 47.2%         | 52.8%         | 117,533   | 87.3%        |
| 蘇格蘭邊區      | 27,906    | 55,553    | 33.4%         | 66.6%         | 83,459    | 87.4%        |
| 设德兰群岛      | 5,669     | 9,951     | 36.3%         | 63.7%         | 15,620    | 84.4%        |
| 南艾尔郡        | 34,402    | 47,247    | 42.1%         | 57.9%         | 81,649    | 86.1%        |
| 南拉纳克郡      | 100,990   | 121,800   | 45.3%         | 54.7%         | 222,790   | 85.3%        |
| 史特灵          | 25,010    | 37,153    | 40.2%         | 59.8%         | 62,163    | 90.1%        |
| 西鄧巴頓郡      | 33,720    | 28,676    | 54.0%         | 46.0%         | 62,396    | 87.9%        |
| 西洛錫安        | 53,342    | 65,682    | 44.8%         | 55.2%         | 119,024   | 86.2%        |
| 总计            | 1,617,989 | 2,001,926 | 44.7%         | 55.3%         | 3,619,915 | 84.6%        |

## 關聯項目
- 威廉·華萊士
- 罗伯特·布鲁斯
- 蘇格蘭獨立戰爭
- 蘇格蘭獨立運動
- 2014年蘇格蘭獨立公投各界人士取態（英语：Endorsements in the Scottish independence referendum, 2014）
- 蘇格蘭權力下放史（英语：History of Scottish devolution）
- 蘇格蘭民族黨歷史（英语：History of the Scottish National Party）
- 英國政治
- 2015年英國大選
- 2016年英國脫離歐盟公投
- 加泰羅尼亞自決公投

## 外部連結
- Scottish Government Referendum 2014 site（页面存档备份，存于）
- UK Government Referendum 2014 site
- Scottish Independence Referendum Bill（页面存档备份，存于） from the Scottish Parliament
- Scotland’s Hour of Choice an article by Alistair Cole
- Scottish Independence Referendum Act 2013的當今生效版本（包括所有修訂）（官方文本由英國成文法資料庫提供）
- Scotland Decides（页面存档备份，存于） on stv.tv
- BBC Q&A（页面存档备份，存于）
- Yes Scotland, official campaign for a Yes vote
- Better Together, official campaign for a No vote
- ESRC Debate Guide
- List of registered campaigners in the Scottish Independence Referendum（页面存档备份，存于）